# سوانلند
سوانلند (به انگلیسی: Swanland) یک روستا و محله مدنی در بریتانیا است که در East Riding of Yorkshire واقع شده‌است. سوانلند ۳٬۸۰۲ نفر جمعیت دارد.